# Otoyol 6
Die Kınalı-Tekirdağ-Çanakkale-Balıkesir-Autobahn ist eine mautpflichtige türkische Autobahnstrecke. Sie beginnt im Norden an der Otoyol 3 bei Silivri in Istanbul und endet im Süden an der Otoyol 5 bei Balıkesir.
Als Gründe für den Bau werden die bessere und schnellere Umfahrung der Küstenregionen um Tekirdağ, Çanakkale und Balıkesir sowie eine Fahrtzeitverkürzung besonders zwischen Malkara und Balıkesir angegeben. So soll vor allem der Verkehr zwischen der Ägäisregion, Europa und dem östlichen Teil Istanbuls entlastet werden und eine effiziente Alternativroute zur Otoyol 5 geschaffen werden.
Das Projekt beinhaltet die Çanakkale-1915-Brücke sowie Viadukte mit einer Gesamtlänge von ca. 17,5 km und fünf Tunnel mit einer Gesamtlänge von ca. 7 km. Die offizielle Eröffnung der Çanakkale-1915-Brücke wurde auf den 18. März 2022 vorgezogen. Gemessen an ihrer Spannweite von 2023 Metern ist sie die längste Hängebrücke der Welt.
Die restlichen Abschnitte der Autobahn zwischen Malkara und Istanbul sowie Kemiklialan und Balıkesir befinden sich aktuell noch in der Planung.